# 安芸太田町

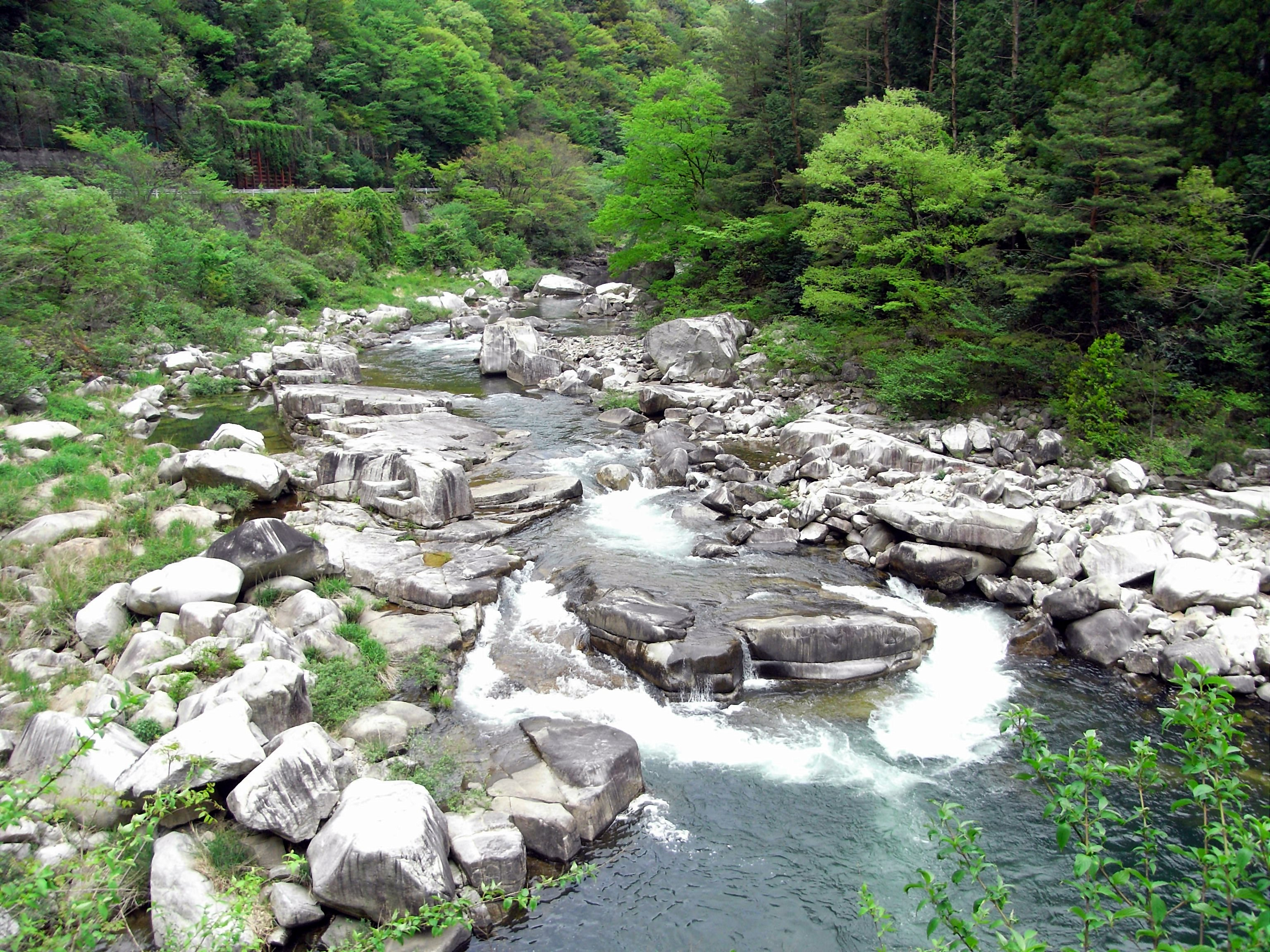
滝山川中流部の名勝・滝山峡。

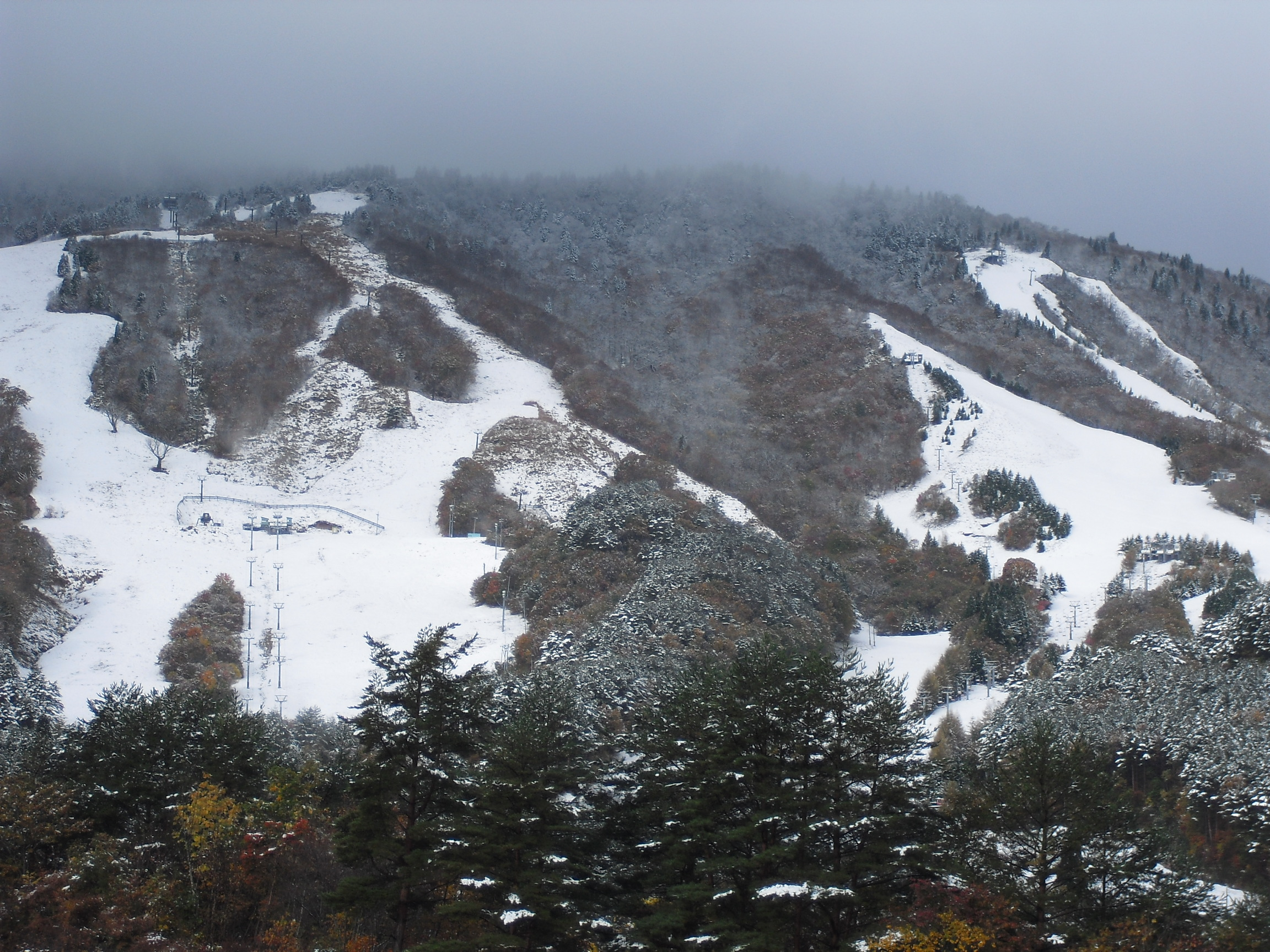
恐羅漢スキー場

安芸太田町（あきおおたちょう）は、広島県の山県郡を構成する2町のうちの1町。

## 地理
- 恐羅漢山
- 深入山
- 太田川

森林セラピー基地認定。

### 気候
| 加計（1991年 - 2020年）の気候      | 加計（1991年 - 2020年）の気候 | 加計（1991年 - 2020年）の気候 | 加計（1991年 - 2020年）の気候 | 加計（1991年 - 2020年）の気候 | 加計（1991年 - 2020年）の気候 | 加計（1991年 - 2020年）の気候 | 加計（1991年 - 2020年）の気候 | 加計（1991年 - 2020年）の気候 | 加計（1991年 - 2020年）の気候 | 加計（1991年 - 2020年）の気候 | 加計（1991年 - 2020年）の気候 | 加計（1991年 - 2020年）の気候 | 加計（1991年 - 2020年）の気候 |
| 月                                 | 1月                           | 2月                           | 3月                           | 4月                           | 5月                           | 6月                           | 7月                           | 8月                           | 9月                           | 10月                          | 11月                          | 12月                          | 年                            |
| ---------------------------------- | ----------------------------- | ----------------------------- | ----------------------------- | ----------------------------- | ----------------------------- | ----------------------------- | ----------------------------- | ----------------------------- | ----------------------------- | ----------------------------- | ----------------------------- | ----------------------------- | ----------------------------- |
| 最高気温記録 °C （°F）             | 18.1 (64.6)                   | 22.6 (72.7)                   | 26.3 (79.3)                   | 31.8 (89.2)                   | 34.7 (94.5)                   | 36.2 (97.2)                   | 38.9 (102)                    | 40.0 (104)                    | 38.5 (101.3)                  | 32.4 (90.3)                   | 27.7 (81.9)                   | 22.7 (72.9)                   | 40.0 (104)                    |
| 平均最高気温 °C （°F）             | 7.1 (44.8)                    | 8.8 (47.8)                    | 13.5 (56.3)                   | 19.7 (67.5)                   | 24.7 (76.5)                   | 27.3 (81.1)                   | 30.5 (86.9)                   | 32.2 (90)                     | 27.9 (82.2)                   | 22.4 (72.3)                   | 16.2 (61.2)                   | 9.6 (49.3)                    | 20.0 (68)                     |
| 日平均気温 °C （°F）               | 2.0 (35.6)                    | 2.8 (37)                      | 6.5 (43.7)                    | 12.0 (53.6)                   | 17.0 (62.6)                   | 20.9 (69.6)                   | 24.7 (76.5)                   | 25.6 (78.1)                   | 21.3 (70.3)                   | 15.2 (59.4)                   | 9.3 (48.7)                    | 4.1 (39.4)                    | 13.4 (56.1)                   |
| 平均最低気温 °C （°F）             | −1.3 (29.7)                   | −1.3 (29.7)                   | 1.1 (34)                      | 5.6 (42.1)                    | 10.5 (50.9)                   | 16.0 (60.8)                   | 20.6 (69.1)                   | 21.3 (70.3)                   | 17.0 (62.6)                   | 10.4 (50.7)                   | 4.8 (40.6)                    | 0.7 (33.3)                    | 8.8 (47.8)                    |
| 最低気温記録 °C （°F）             | −8.7 (16.3)                   | −12.8 (9)                     | −6.9 (19.6)                   | −2.8 (27)                     | −0.1 (31.8)                   | 5.7 (42.3)                    | 12.0 (53.6)                   | 13.9 (57)                     | 4.1 (39.4)                    | 1.0 (33.8)                    | −2.6 (27.3)                   | −7.1 (19.2)                   | −12.8 (9)                     |
| 降水量 mm （inch）                 | 106.6 (4.197)                 | 103.7 (4.083)                 | 132.7 (5.224)                 | 133.5 (5.256)                 | 158.3 (6.232)                 | 220.8 (8.693)                 | 302.8 (11.921)                | 172.0 (6.772)                 | 204.5 (8.051)                 | 104.4 (4.11)                  | 79.3 (3.122)                  | 120.6 (4.748)                 | 1,817.5 (71.555)              |
| 平均降水日数 （≥1.0 mm）           | 15.3                          | 13.4                          | 13.1                          | 9.9                           | 9.5                           | 12.4                          | 13.2                          | 10.2                          | 10.2                          | 8.1                           | 9.5                           | 14.8                          | 139.5                         |
| 平均月間日照時間                   | 76.1                          | 95.4                          | 147.4                         | 180.5                         | 207.3                         | 147.8                         | 151.5                         | 178.1                         | 146.9                         | 154.7                         | 117.7                         | 83.1                          | 1,686.3                       |
| 出典1：Japan Meteorological Agency |                               |                               |                               |                               |                               |                               |                               |                               |                               |                               |                               |                               |                               |
| 出典2：気象庁                      |                               |                               |                               |                               |                               |                               |                               |                               |                               |                               |                               |                               |                               |

### 隣接している自治体・行政区
広島県
- 広島市（安佐北区、佐伯区）
- 廿日市市
- 山県郡北広島町

島根県
- 益田市

## 歴史
- 2004年（平成16年）10月1日 - 山県郡加計町、戸河内町、筒賀村が合併（新設合併）し安芸太田町が成立する。同時に町章と町旗を制定した[2][3]。役場の本庁は旧戸河内町役場に置かれた。
- 2005年（平成17年）9月30日 - 町木・町花を制定する[4]。

## 行政

### 町長
| 代    | 氏名       | 就任日         | 退任日         | 備考                                       |
| ----- | ---------- | -------------- | -------------- | ------------------------------------------ |
| 初代  | 佐々木清蔵 | 2004年10月24日 | 2008年10月23日 | 旧加計町長                                 |
| 2-4代 | 小坂眞治   | 2008年10月24日 | 2020年4月9日   | 河井夫妻選挙違反事件にからみ辞職           |
| 5代   | 橋本博明   | 2020年5月25日  | 現職           | 2024年5月無投票当選、2期目。元衆議院議員。 |

- 副町長：木村富美（2024年7月1日 - 、任期：4年間）元・広島県中山間地域振興部長[7]
- 教育長：大野正人（令和6年4月1日[8] - 令和9年3月31日）[9]

### 町旗・町章
町旗
地色は白色であり、真ん中に町章を付け、2004年10月1日の新設合併時に制定した。
町章
2003年12月1日から2004年1月15日まで公募で募集し、募集した結果、386点の作品の中から当時兵庫県姫路市在住の男性の応募作品が採用され、「安芸太田」のアルファベット文字である「AKIOTA」を使って図案化したものであるものを2004年10月1日の新設合併時に制定した。

町旗
町章

## 議会

### 安芸太田町議会
- 定数：12人（欠員1[12]）
- 任期：2025年4月11日 - 2029年4月10日[13]
- 議長：中本正廣（2025年4月14日 - ）
- 副議長：津田 宏（2025年4月14日 - ）

### 広島県議会
2022年広島県議会議員補欠選挙
- 選挙区：山県郡選挙区
- 定数：1人
- 任期：2022年4月24日 - 2023年4月29日
- 投票日：2022年4月24日

| 候補者名 | 当落 | 年齢 | 所属党派 | 新旧別 | 得票数 |
| -------- | ---- | ---- | -------- | ------ | ------ |
| 本長糧太 | 当   | 48   | 無所属   | 現     | 無投票 |

2019年広島県議会議員選挙
- 選挙区：山県郡選挙区
- 定数：1人
- 投票日：2019年4月7日

| 候補者名 | 当落 | 年齢 | 所属党派   | 新旧別 | 得票数 | 備考                |
| -------- | ---- | ---- | ---------- | ------ | ------ | ------------------- |
| 宮本新八 | 当   | 59   | 自由民主党 | 現     | 無投票 | 2022年3月15日に辞職 |

### 衆議院
- 選挙区：広島3区（広島市（安佐南区、安佐北区）、安芸高田市、山県郡）
- 任期：2021年10月31日 - 2025年10月30日
- 投票日：2021年10月31日
- 当日有権者数：360,198人
- 投票率：51.07％

| 当落 | 候補者名       | 年齢 | 所属党派                            | 新旧別 | 得票数   | 重複 |
| ---- | -------------- | ---- | ----------------------------------- | ------ | -------- | ---- |
| 当   | 斉藤鉄夫       | 69   | 公明党                              | 前     | 97,844票 |      |
|      | ライアン真由美 | 58   | 立憲民主党                          | 新     | 53,143票 | ○    |
|      | 瀬木寛親       | 57   | 日本維新の会                        | 新     | 18,088票 | ○    |
|      | 大山宏         | 73   | 無所属                              | 新     | 3,559票  |      |
|      | 矢島秀平       | 29   | NHKと裁判してる党弁護士法72条違反で | 新     | 2,789票  | ○    |
|      | 玉田憲勲       | 64   | 無所属                              | 新     | 2,251票  |      |

## 財政

### 2015年度
- 財政力指数 0.21 広島県市町村平均 0.54 広島県内最低
- 標準財政規模 50億0148万円
- 一般会計歳入 96億0811万円
- 一般会計歳出 90億6262万円
- 経常収支比率 89.3% （臨時財政対策債除く：93.9％）
- 人口一人当たり人件費物件費等決算額 34万9919円 類似団体平均値21万9082円 人口減が主な要因
- 人口1000人当たり職員数 21.01人 類似団体平均値　13.07人 面積が大きく人口が少ないため
- ラスパイレス指数 96.4 類似団体平均値 95.0
- 実質公債費比率 10.8% 類似団体平均値 8.7%
- 将来負担比率 81.5%
- 地方債等残高 113億9884万円

## 産業
- 農業
- 林業
- 観光

### 特産品
- 祇園坊柿
- 太田カブ菜
- アマゴ
- 栃餅
- 工芸品

## 地域

### 人口
| |                                            |  |
| 安芸太田町と全国の年齢別人口分布（2005年） | 安芸太田町の年齢・男女別人口分布（2005年） |  |
| ■紫色 ― 安芸太田町 ■緑色 ― 日本全国 | ■青色 ― 男性 ■赤色 ― 女性                  |  |
| 安芸太田町（に相当する地域）の人口の推移 \| 1970年（昭和45年） \| 14,115人 \| \| \| 1975年（昭和50年） \| 12,992人 \| \| \| 1980年（昭和55年） \| 12,784人 \| \| \| 1985年（昭和60年） \| 11,738人 \| \| \| 1990年（平成2年） \| 10,879人 \| \| \| 1995年（平成7年） \| 10,257人 \| \| \| 2000年（平成12年） \| 9,181人 \| \| \| 2005年（平成17年） \| 8,238人 \| \| \| 2010年（平成22年） \| 7,255人 \| \| \| 2015年（平成27年） \| 6,472人 \| \| \| 2020年（令和2年） \| 5,740人 \| \| |                                            |  |
| 総務省統計局 国勢調査より |                                            |  |
| 1970年（昭和45年） | 14,115人                                   |  |
| 1975年（昭和50年） | 12,992人                                   |  |
| 1980年（昭和55年） | 12,784人                                   |  |
| 1985年（昭和60年） | 11,738人                                   |  |
| 1990年（平成2年） | 10,879人                                   |  |
| 1995年（平成7年） | 10,257人                                   |  |
| 2000年（平成12年） | 9,181人                                    |  |
| 2005年（平成17年） | 8,238人                                    |  |
| 2010年（平成22年） | 7,255人                                    |  |
| 2015年（平成27年） | 6,472人                                    |  |
| 2020年（令和2年） | 5,740人                                    |  |

### 教育
筒賀小学校、戸河内小学校の1-2年生を除いて、上殿小学校は全ての学年において複式学級による授業が行われている。この3校については、交流などを目的に合同授業が行うことがある。
外部リンク
- 町立加計小学校
- 町立筒賀小学校
- 町立上殿小学校
- 町立戸河内小学校
- 町立加計中学校
- 町立安芸太田中学校
- 県立加計高等学校

## 交通

### 鉄道
町域に鉄道は通っていない。最寄駅は広島市安佐北区のあき亀山駅。
2003年11月30日まではJR西日本可部線が町域を通っていた。

### 路線バス

#### 高速バス
- 石見交通 - 広島市と益田市を結ぶ広益線（愛称「清流ライン高津川号」）および新広益線（運休中）を運行する。
  - 広益線（広島市 - 安芸太田町 - 岩国市旧錦町域 - 吉賀町 - 津和野町旧日原町域 - 益田市）
    - 広島駅新幹線口 - 広島バスセンター - 加計BS - 筒賀PA - 吉和 - 六日市 - 柿木温泉口 - 日原（道の駅） - 青原駅 - 横田駅 - 益田駅前 - 石見交通本社 ※安芸太田町内では全区間が中国自動車道経由

  - 新広益線 運休中（広島市 - 安芸太田町 - 北広島町旧芸北町域 - 益田市旧匹見町域 - 益田市旧美都町域 - 益田市中心部）
    - 広島駅新幹線口 - 広島バスセンター - 中筋駅 - 広島北IC - 加計BS - 戸河内ICバスセンター（来夢とごうち） - 安芸太田町役場 - 戸河内落合 - 松原郵便局前 - いこいの村入口 - 小板 - 八幡原 - 出合原 - 美都温泉入口 - 美都総合支所入口 - 医光寺前 - 石見交通本社 - 益田駅前
- 広電バス[16] - 広島市と安芸太田町を結ぶ75 三段峡線が中国自動車道経由。
  - 広島バスセンター - 横川駅前 - 古市小学校前 - 古市駅 - 広島北IC - 加計BS - 戸河内ICバスセンター（来夢とごうち） - 安芸太田町役場 - 三段峡

#### 一般路線バス
- 広電バス - 広島市と安芸太田町を結ぶ74 三段峡線を運行する。
  - 広島バスセンター - 横川駅前 - 古市小学校前 - 広島文教大学入口 - 可部駅前 - 可部上市 - 安佐営業所 - 船場（安野花の駅公園） - 加計中央 - 安芸太田病院 - 戸河内ICバスセンター（来夢とごうち） - 安芸太田町役場 - 三段峡

以下の町内代替バスは各社に委託し町内を運行する。
- 加計交通
  - 加計高速線
  - 病院線
- 三段峡交通
  - 寺領線
  - 坂原線
- 総合企画コーポレーション（総企バス） ※北広島町旧芸北町域にまたがる
  - 加計・戸河内線

2024年からデマンド型交通「もりカー」が運行を開始した。

### 道路

#### 高速道路
- 中国自動車道：加計BS - 戸河内IC - 筒賀PA

#### 一般国道
- 国道186号
- 国道191号
- 国道433号
- 国道434号

#### 道の駅
- 来夢とごうち（国道191号）

## 名所・旧跡・観光スポット・祭事・催事

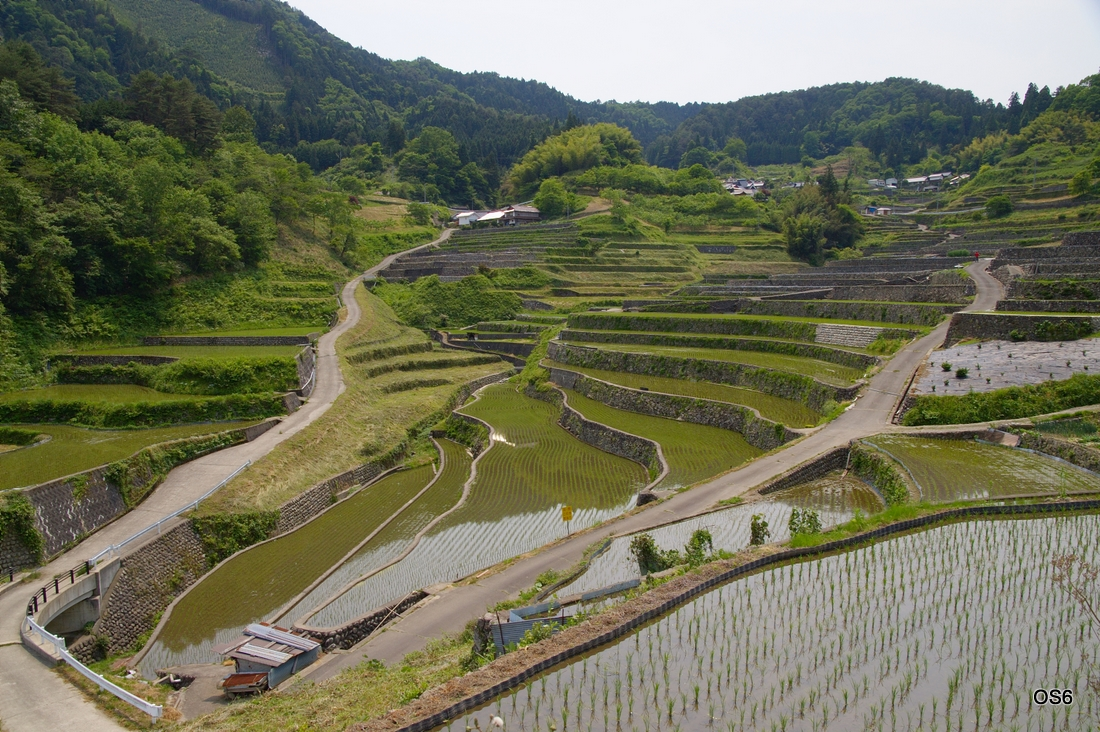
井仁の棚田

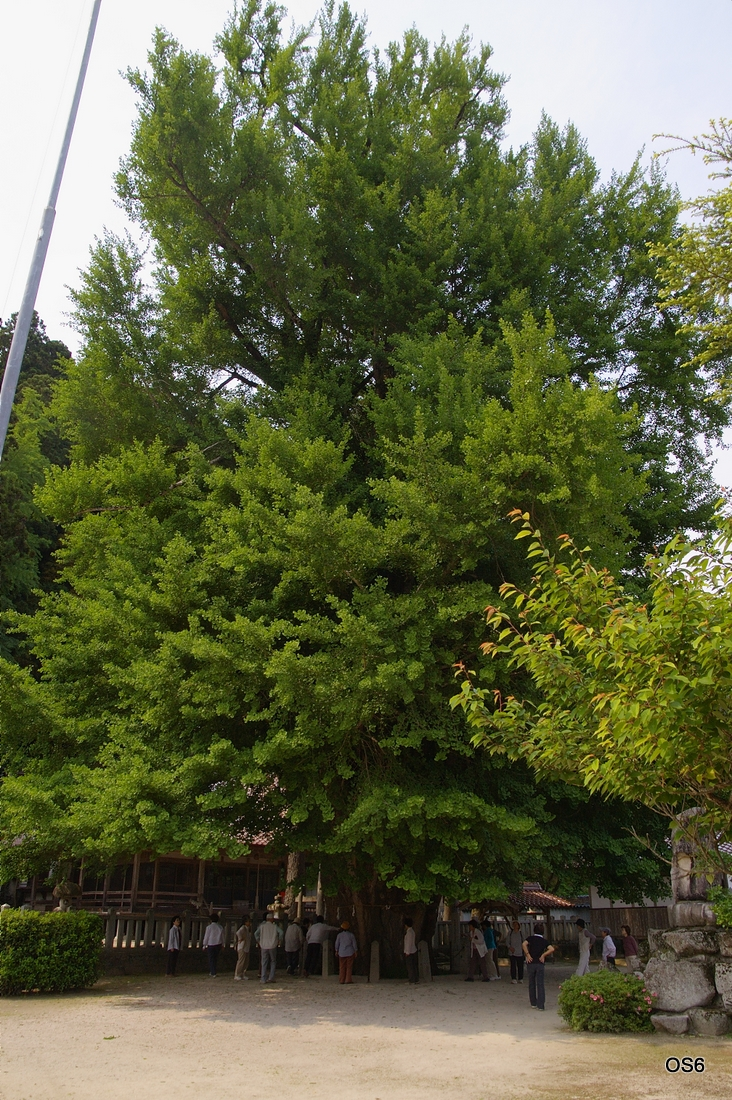
筒賀の大銀杏

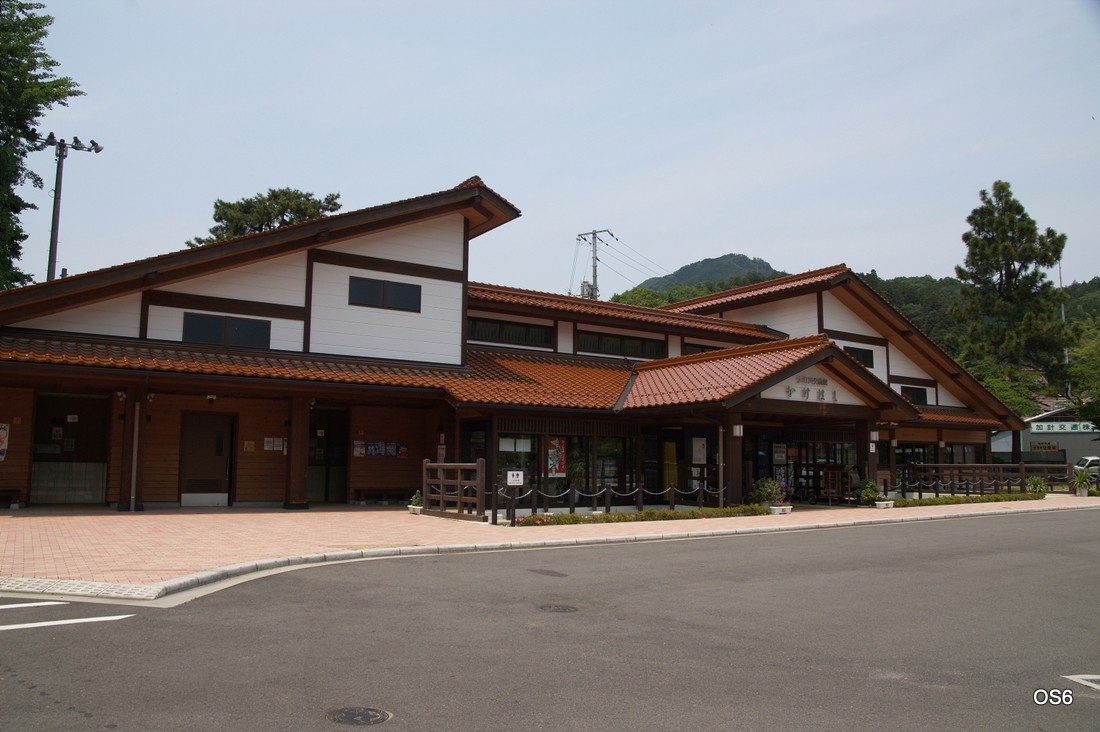
太田川交流館 かけはし

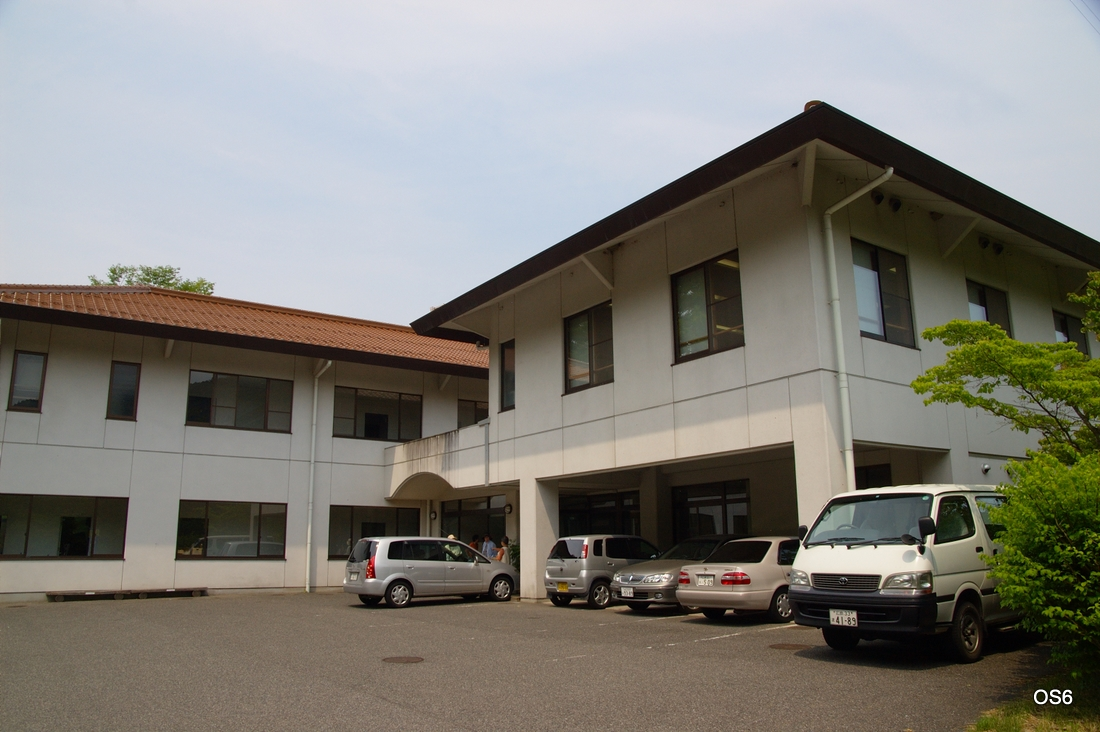
グリーンスパつつが

### 名所・旧跡
- 深山峡
- 滝山峡
- 三段峡
  - 三段峡温泉
- 龍頭峡
- 恐羅漢山
  - 恐羅漢スキー場
- 深入山
- 吉水園 - 加計隅屋
- 温井ダム
- 杉の泊ホビーフィールド
- 下筒賀の社倉
- 堀八幡神社大石燈篭
- 街ぐるみ博物館
- 百句苑
- 井仁の棚田
- 大歳神社の大銀杏
- つつがライフル射撃場
- 筒賀龍頭峡交流の森
- 筒賀ふれあい農園ありんこ

### 祭事・催事
- 安野花まつり
- 深入山山焼きまつり
- ビオトープ杯アマゴ釣り大会
- 殿賀水仙まつり
- 三段峡春祭り
- 深山峡開き
- 殿賀花田植え
- かえるまつりと春の吉水園一般公開
- 中国地方選抜神楽競演大会
- 井仁棚田まつり（田植え）
- 加計神楽
- 納涼加計まつり
- 納涼深山峡まつり
- 龍頭峡まつり
- 再再来祭ふれあい戸河内まつり
- 西中国選抜神楽競演大会
- 堀八幡神社流鏑馬神事
- 井仁棚田まつり（収穫祭）
- 三段峡もみじまつり
- 長尾神社湯立神楽
- 龍姫湖まつりIN温井ダム
- 五サー市と秋の吉水園一般公開
- 筒賀ふるさとまつり
- 川本杯スキー大会

## 警察・消防
- 警察：山県警察署（全域）
- 消防：広島市消防局（全域） ※2007年3月31日で山県西部消防組合が解散することに伴い、2007年4月1日より広島市消防局に業務委託。

## 郵便局
集配郵便局
- 戸河内郵便局：731-38xx、731-37xx
- 加計郵便局：731-35xx、731-34xx、731-36xx

無集配郵便局
- 坪野郵便局
- 安野郵便局
- 筒賀郵便局
- 上殿郵便局
- 猪山簡易郵便局
- 寺領簡易郵便局
- 松原簡易郵便局

## 著名な出身者
- 尼子四郎（医学者）
- 源田実（海軍軍人・航空自衛官・政治家）
- 久賀重雄（文部官僚、元沼津工業高等専門学校校長）
- 定詰雅彦（プロ野球、千葉ロッテマリーンズ・阪神タイガース）
- 庄野直美（物理学者、反核運動家）
- 別所キミヱ（パラ卓球選手）
- 森脇保彦（柔道選手、世界選手権金メダリスト）